# 近藤慶一
近藤 慶一（こんどう けいいち、1859年10月26日（安政6年10月1日） - 1937年（昭和12年）3月21日）は、日本の政治家。衆議院議員（1期）。

## 経歴
山口県大島郡志佐出身。近藤清吉の子として生まれる。近藤家は庄屋を務めていた。1864年（元治元年）に寺子屋（永寿庵等悟和尚）へ入門。漢学などを学ぶ。1881年家督を相続する。北海道へも旅行し見聞を広める。
大島海員学校創設（1897年）および県立学校移行（1901年）に尽力する。沖浦区長、
小松志佐村村会議員、山口県会議員、第6代同副議長（1903年から1904年）、第8代同議長（1904年から1907年）を務める。大島銀行頭取。朝鮮勧農株式会社、大島汽船(株)各取締役。小松志佐村大島船商合資会社、大島木綿合資会社、また朝鮮農事株式会社社長を務める。
小松塩田の発展のために尽力する。現在の山口県道4号大島環状線の小松・志佐・沖浦間の工事に尽力する。上荷内島、下荷内島（沖浦村）の帰属確定に尽力する。
1917年の第13回衆議院議員総選挙において山口県郡部から無所属で立候補し当選し、衆議院議員を1期務めた。請願委員会長を務めた。1937年に死去。

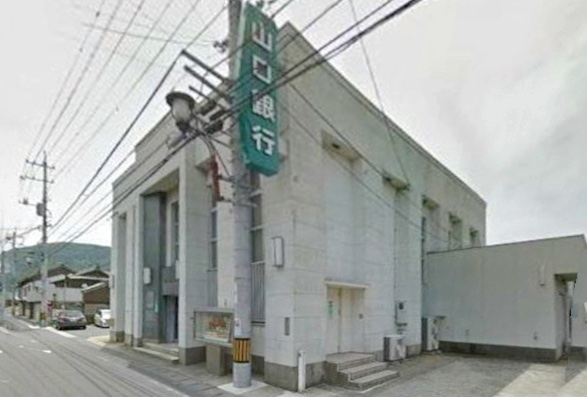
旧大島銀行本店（山口銀行大島支店、周防大島町小松）